# Ivan Sušnik
Ivan Sušnik, slovenski rimskokatoliški duhovnik, apostolski protonotar in stolni kanonik, * 21. december 1854, Škofja Loka, † 1. januar 1942, Ljubljana.

## Življenjepis
Rodil se je očetu Janezu in materi Katarini (rojeni Homan). Ivan Sušnik je bil visok cerkveni dostojanstvenik, apostolski protonotar in stolni kanonik v Ljubljani. V Kranju je obiskoval nižjo (1865–1869), v Ljubljani pa višjo gimnazijo (1869–1873) in študiral bogoslovje ter bil 27. julija 1877 posvečen v mašnika. Veliko se je ukvarjal z astronomijo, objavljal članke v Domu in svetu, Slovencu, Domoljubu in Naši moči. 42 let je urejal tudi Družinsko pratiko, kjer je skrbel predvsem za koledarski del – svetniški godovi in lunine mene.

## Delo
Sušnik se je razen z dušebrižništvom ukvarjal tudi s tehniškimi in gospodarskimi problemi. V Selcih je delal načrte za turbine pri mlinih in žagah ter osnutke za praktično urejene kmečke hiše; sodeloval je tudi pri napeljavi manjših vodovodov. V Ljubljani je uredil novo pokopališče pri Sv. Križu (Žale) ter tam sezidal cerkvico in upravno poslopje. Po ljubljanskem potresu 1895 je vneto delal v odboru za odškodnino ponesrečencev. Kot podpredsednik Katoliške tiskarske družbe (KTD) je poskrbel, da je KTD dobila primerno zgradbo. Prelatu A. Kalanu je pomagal pri zidanju Marijanišča, zavoda za dijake v Ljubljani. Kot podpredsednik Podpornega društva za duhovnike je v Bohinju zgradil hospic Sv. Duh  Sodeloval je pri gradnji palače Ljudske posojilnice v Ljubljani na Miklošičevi ulici; po njegovem prizadevanju so uredili v sklopu hotela Union veliko dvorano za shode in koncerte. Sušnik je bil leta 1899 soustanovitelj Vzajemne zavarovalnice in njen predsednik (1917 do smrti).

## Službovanje
- 1877–1880: duhovni pomočnik v Radečah pri Zidanem Mostu
- 1880–1885: kaplan v Selcih nad Škofjo Loko
- 1885–1890: župnik v Selcih nad Škofjo Loko
- 1891–1942: kanonik ljubljanskega stolnega kapitlja